# Masaharu Homma
Masaharu Homma (本間雅晴, Homma Masaharu, 27 de novembre de 1888 – 3 d'abril de 1946) va ser un general japonès que va destacar en la Segona Guerra Mundial.

## Inicis
Homma va néixer en Sado, Prefectura de Niigata, i va estudiar a l'Escola Militar Especial, seguint la tradició militar de la família. En iniciar-se la Primera Guerra Mundial, va ingressar a l'Acadèmia de Guerra. En 1918, va ser enviat com a observador en la Força Expedicionaria Britànica al capdavant occidental.
Entre 1930 i 1932, viu a Londres en qualitat d'agregat militar. Després torna al Japó, on serveix en l'Estat Major però després és nomenat Cap de Premsa del Ministeri de Guerra. En 1933 rep el comandament del 1º Regiment i en 1935 el de la 32ª Brigada. En 1936 va tornar a formar part de l'Estat Major.
Homma va ser nomenat ajudant de camp del Príncep Chichibu en 1937. Aquest mateix any, és nomenat cap del 2º Departament de l'Estat Major, i en iniciar-se la Segona Guerra Sinó-Japonesa, estudia la possibilitat que la Unió Soviètica atac al Japó, però conclou que les purgues estalinistes ho fan poc probable. Després de la massacre de Nanquín, declara públicament que la pau amb Xina ha de ser aconseguida per evitar un desastre.
En 1938, és nomenat Comandant de la 27ª Divisió, que combatia a la Xina, i és nomenat Tinent General, el càrrec més alt que rebria. En 1940, és col·locat al comandament de les forces japoneses a Taiwan, sota administració nipona des de la Primera Guerra Sinó-Japonesa.

## Conquesta de les Filipines

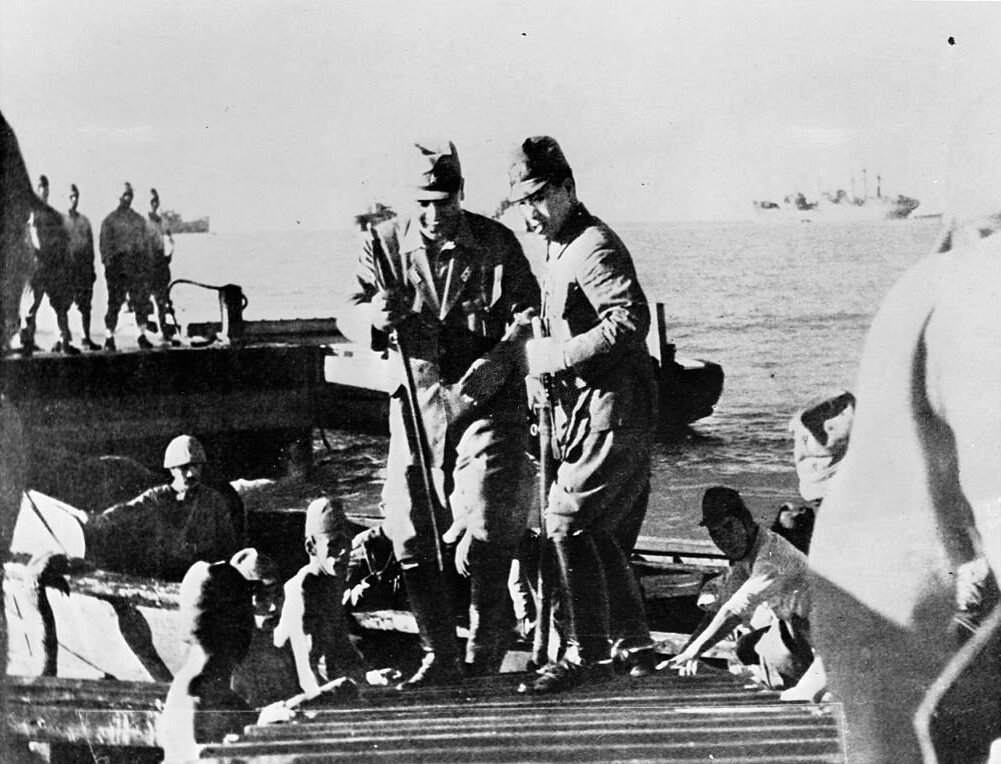
El Comandant Homma desembarca en el golf de Lingayen, Filipines, per Nadal de 1941.

En 1941, rep el comandament del 14º Exèrcit, que exerceix juntament amb el seu comandament anterior. Homma rep l'encàrrec de conquistar les Filipines, protectorat nord-americà, que era defensat per forces natives i nord-americanes, sota el comandament del General Douglas MacArthur. El seu segon al comandament era el coronel Masanobu Tsuji les accions insubordinades del qual i no consentides per Homma li causarien un greu dany al seu prestigi militar.
El 22 de desembre, els homes de Homma comencen a desembarcar en Luzón, sense trobar gairebé resistència. L'1 de gener de 1942, Manila aquesta gairebé envoltada pels japonesos, i Homma ordena el cessament de l'avanç perquè les seves tropes s'endrecin, d'aquesta manera, el General creu prevenir que els seus homes entrin desorganizadamente a la ciutat i es dediquin al pillatge. Després que MacArthur i els seus homes escapessin a Bataan, Homma comunica a Tòquio que la batalla gairebé acaba, i com a resultat la seva millor divisió, la 48ª, és enviada a la invasió de Java.
Homma va cantar victòria prematurament, les forces filipí-nord-americans van resistir tenaçment en Bataan, i després de sofrir 17 mil baixes en aquesta península, la majoria per malària i disenteria, el General es va veure obligat a sol·licitar reforços a Tòquio, els qui ho van rebutjar tres vegades. Encara que Homma sabia que els defensors de Bataan estaven aïllats i que eventualment es quedarien sense aliments, va continuar llançant ofensives, perquè mantenir un lloc era inacceptable per a ell i l'Alt Comandament.
L'11 de març, MacArthur va escapar a Austràlia des de Corregidor, una illa situada enfront de Bataan, i això va convèncer al Primer Ministre japonès, General Hideki Tōjō, que Homma era incapaç de derrotar a les forces enemigues sense ajuda. Després de rebre reforços, Homma va llançar una nova ofensiva el 2 d'abril, que va obtenir resultats positius, i el 9 d'abril les tropes en Bataan es van rendir incondicionalment.

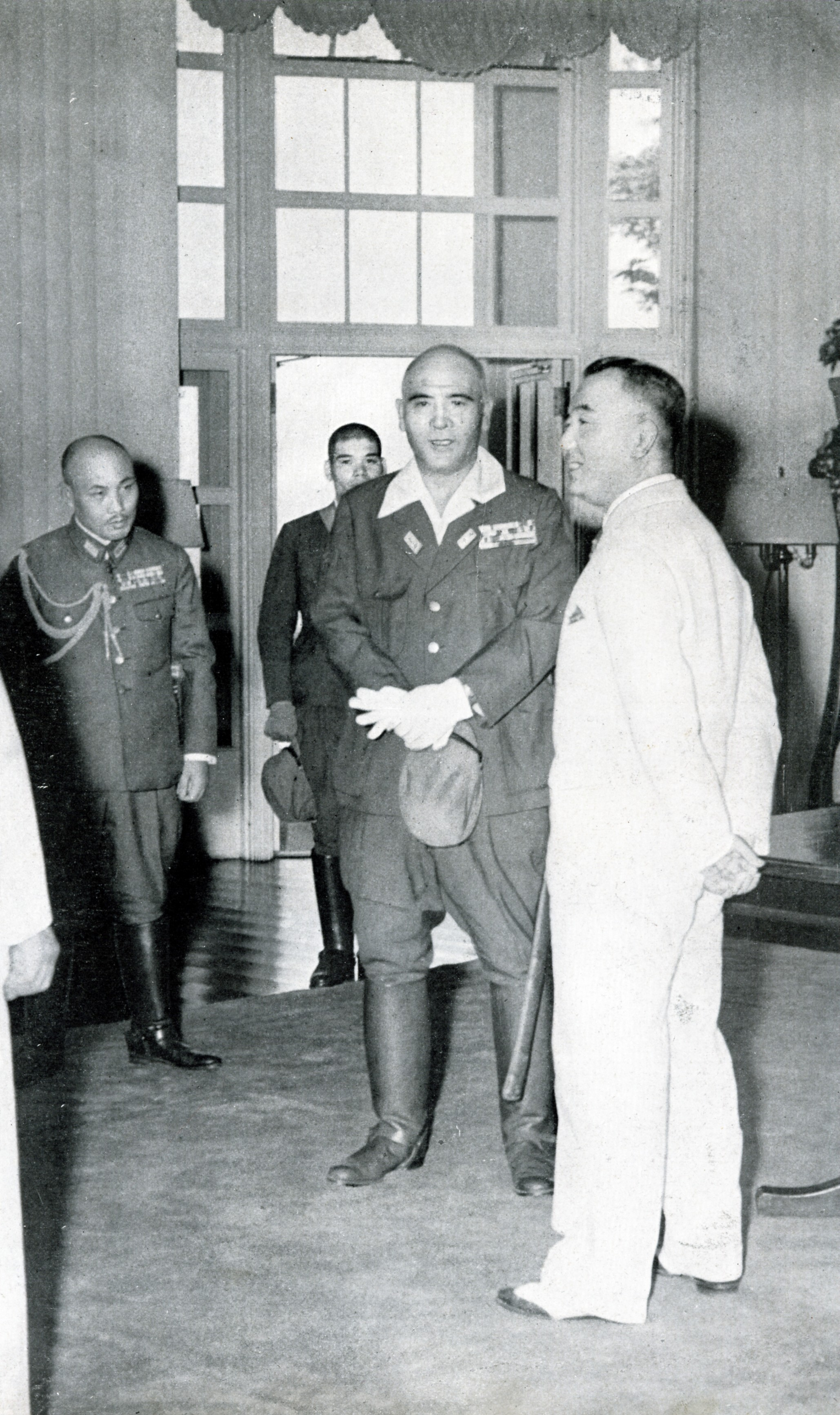
El General Homma amb Jorge B. Vargas, al juny de 1943.

Abans de llançar l'ofensiva final en Bataan, Homma va encarregar al Major General Yoshikata Kawane que planifiqués el transport dels presoners de guerra als camps preparats amb anticipació. Kawane va presentar a Homma un pla per transportar aproximadament 25 mil presoners, però en realitat es van capturar 76 mil. Homma es va retirar després a preparar l'assalt a Corregidor, i no va ser sinó fins a dos mesos després quan va descobrir que van morir més filipins i nord-americans en la seva marxa a la captivitat des de Bataan que en la batalla en si. Aquest episodi va ser conegut com la "marxa de la mort".
El 4 de maig es van iniciar els desembarcaments japonesos en Corregidor, i al migdia de l'endemà els defensors es van rendir. El General nord-americà Jonathan Wainwright va refusar inicialment a rendir totes les seves forces a les Filipines, i va intentar rendir solament Corregidor. Homma sabia, gràcies a missatges interceptats, que Wainwright era el Comandant en Cap des de la marxa de MacArthur, i es va sentir ofès per la seva actitud, per la qual cosa se'n va anar a Manila.
A esquena de Homma, el Coronel Masanobu Tsuji va emetre diverses ordres verbals a diversos comandants subordinats a Homma, instant-los a executar a tots els presoners de guerra, incloent als filipins, creant amb l'això l'estigma feia l'exèrcit japonès com a hordes de criminals despietats.
Gràcies a aquestes ordres falses, emeses en nom de Homma, es van realitzar diverses execucions. Mentre Homma estava ocupat en l'assalt a Corregidor, es va ordenar l'execució del Cap de Justícia filipí, José Abad Santos. Homma va aconseguir anul·lar aquesta ordre, però Tsuji va emetre una contraorden, i Santos va ser executat. A pesar que Homma va renyar als seus oficials per haver-se deixat influenciar per Tsuji, això no va impedir que les execucions dels presoners de guerra cessessin.
Per la seva banda, Homma va ordenar respectar els costums i la religió dels filipins. A més, va suprimir la propaganda japonesa, que pregonava que els nord-americans havien explotat als filipins, i quan el seu superior, el General Conde Hisaichi Terauchi, li va recriminar aquesta acció, Homma va respondre que aquesta publicitat era falsa. Terauchi va enviar un reporti advers sobre Homma a Tòquio, i això va motivar que diversos subordinats d'aquest últim emetessin ordres contràries a les de Homma, influenciats per Tsuji.
Quan Homma va intervenir de nou per salvar al General Manuel Roxas, ex-portaveu de la Cambra de Representants filipina, va rebre una altra reprimenda de Terauchi. No obstant això, poc després, Homma va ordenar l'alliberament de tots els presoners de guerra filipins. Immediatament, Homma va ser rellevat deshonrosamente del comandament i forçat al retir. No se li va permetre realitzar l'informe tradicional que els comandants realitzaven davant l'Emperador, la qual cosa constituïa una humiliació.

## Judici i execució

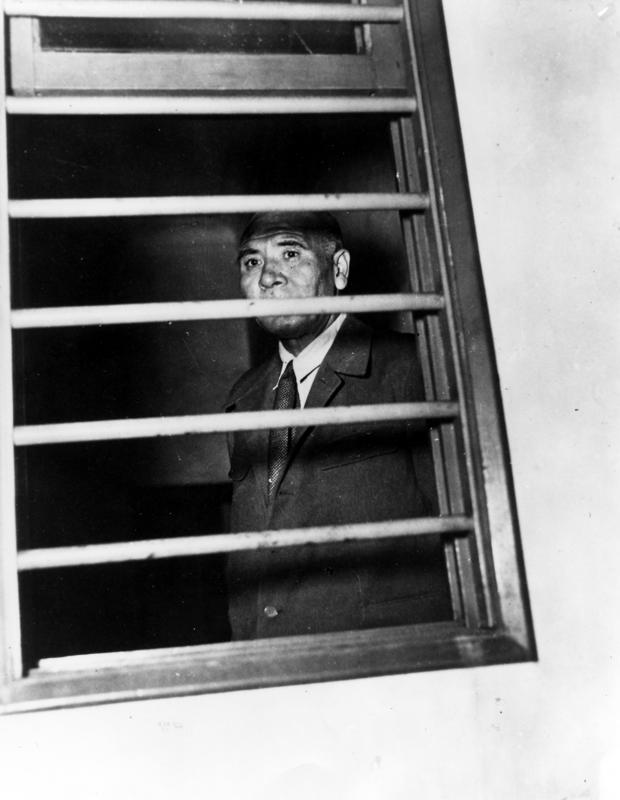
Homma tot esperant el seu judici.

En finalitzar la guerra, Homma va ser arrestat i jutjat en un tribunal militar nord-americà a Manila. Igual que al General Tomoyuki Yamashita, se li va acusar de negligència, en haver permès que unitats sota el seu comandament cometessin excessos en la marxa de la mort de Bataan, acusació sense precedents fins llavors. Homma va declarar no haver tingut coneixement d'aquests actes fins a finalitzada la batalla en Corregidor i es va declarar innocent. MacArthur va seleccionar a la Comissió que va jutjar a Yamashita i Homma, així com als fiscals i a la defensa. El Tinent Coronel Frank Meek va liderar a la Fiscalia i John Skeen Jr. va encapçalar l'equip de defensa de Homma, cap dels membres de la defensa tenia molta experiència en judicis de naturalesa criminal. Des de Tòquio, MacArthur va ordenar la ràpida culminació del judici i va rebutjar la sol·licitud que va fer la defensa de rebre més temps.
L'11 de gener de 1946, la Comissió, composta per cinc generals nord-americans sense estudis legals, va declarar culpable a Homma i ho va sentenciar a mort.
En la matinada del 3 d'abril, Homma va ser executat per un escamot d'afusellament a la presó militar dels Banys, Filipines. Abans de morir, Homma va expressar preferir ser executat que ser condemnat a cadena perpètua. El Jutge Associat de la Cort Suprema Frank Murphy va expressar el seu descontentament en la forma en què es va portar el judici, advertint que els judicis no s'havien de rebaixar a "venjatives purgues sagnants". En l'actualitat tant la seva mort com la del general Yamashita es consideren una venjança per haver humiliat als exèrcits de les potències occidentals, en el cas de Homma per haver derrotat a MacArthur.
Homma havia de ser enterrat en el Santuari Yasukuni, on també van ser enterrats la majoria de soldats japonesos que van morir durant l'assalt a Corregidor, no obstant això, temporalment va ser enterrat en una plantació de canya de sucre a les Filipines. En 1953 es va aprovar l'exhumació del seu cos juntament amb el del General Yamashita per ser enviats al Japó, però els mateixos no van poder ser oposats.

## Vida personal
El General Homma estava casat amb Fujiko Homma, amb qui va tenir un fill i una filla. En un intent de salvar la vida del seu espòs, la Sra. Homma va concedir una entrevista a un periòdic i es va presentar en el judici, accions que anaven contra el costum japonès.